# 原田健史
原田健史（はらだ たけし）は日本の財務官僚。

## 来歴
東京都出身。東京大学経済学部卒業。1988年 大蔵省入省。1990年 オックスフォード大学留学。2013年6月28日 財務省大臣官房信用機構課長兼大臣官房政策金融課。2014年7月9日 関税局管理課長。2019年7月5日 東北財務局長。2021年6月24日 （株）日本政策投資銀行取締役 兼 常務執行役員。2024年7月5日 東京税関長。

## 職歴
- 1988年4月：大蔵省入省。
- 1990年：留学（オックスフォード大学）。
- 1993年7月：関税局国際調査課総括係長。
- 1994年7月：関東信越国税局諏訪税務署長。
- 1999年：金融監督庁長官官房企画課長補佐（総括）[2]。
- 2004年7月：財務省大臣官房総合政策課長補佐[3]。
- 2005年7月：大臣官房企画官 兼 大臣官房地方課。
- 2006年7月28日：金融庁総務企画局総務課管理室長 兼 総務企画局総務課人事企画室長。
- 2008年7月4日：大臣官房企画官 兼 大臣官房信用機構課。
- 2009年7月14日：理財局国有財産企画課政府出資室長 兼 理財局国債企画課。
- 2010年7月9日：理財局付。
- 2010年7月30日：金融庁監督局総務課金融会社室長。
- 2011年8月2日：金融庁監督局総務課信用機構対応室長。
- 2013年6月28日：大臣官房信用機構課長 兼 大臣官房政策金融課。
- 2014年7月9日：関税局管理課長。
- 2015年7月10日：預金保険機構財務部長。
- 2017年7月1日：大臣官房付 兼 内閣官房内閣審議官（内閣官房副長官補付） 兼 内閣官房郵政民営化推進室副室長 兼 内閣官房郵政民営化委員会事務局次長 兼 金融庁総務企画局付。
- 2019年7月5日：東北財務局長。
- 2021年6月24日：（株）日本政策投資銀行取締役 兼 常務執行役員。
- 2024年7月5日：東京税関長[1]。